# Relazione intraspecifica
La relazione intraspecifica, in biologia e specialmente in ecologia, è l'interazione biologica nella quale gli organismi che intervengono appartengono alla stessa specie, questo tipo di relazione si presenta soltanto in una popolazione.

## Tipi di relazione
Esistono vari tipi di tale relazione, tra i principali si ricordano: familiare (riproduzione e cure parentali all'interno del nucleo riproduttivo), gregario (in uno stormo di uccelli migratori), statale (in un termitaio) coloniale (In una colonia di coralli).
Esempi complessi sono il formicaio o l'alveare, dove la colonia di api è formata dalla regina, fuchi e operaie; c'è la divisione del lavoro, dipendenza tra individui e tutti essi convivono effettuando attività differenti per il bene della popolazione. Anche le formiche sostengono una relazione intraspecifica.
In una popolazione, mentre più elevata è la densità, maggiore sarà l'opportunità della relazione intraspecifica per il fatto che ci sono più contatti tra gli individui. La convivenza tra individui della stessa specie crea competizione intraspecifica, la quale si accentua quando lo spazio e il cibo sono limitati; obbligando gli organismi a competere fra loro, portando a volte la relazione a comportamenti estremi, come la predazione intraspecifica, o cannibalismo. Questa situazione agisce come uno dei processi selettivi nei quali sopravvivono gli organismi meglio adattati.
Non deve essere confusa con la relazione interspecifica, che è quella nella quale gli organismi che interagiscono appartengono a specie differenti. Come il caso della Remora che usualmente si trova aderente alla parte ventrale dello squalo per alimentarsi delle sue scorie.